# Orgeval, Yvelines
Orgeval este o comună franceză situată în departamentul Yvelines, în regiunea Île-de-France.

## Geografie

### Localizare și descriere
Aproape de Poissy și Saint-Germain-en-Laye, Orgeval nu este foarte departe de Paris (31 km), Mantes-la-Jolie (23 km), Pontoise (22 km) și Versailles (22 km).
Aceasta ocupă un sit de dealuri în pantă care coboară spre nord, dominând Sena și sprijinindu-se de înălțimi împădurite, prelungind relieful pădurii Marly spre est și al pădurii Alluets spre vest.
Comuna se confruntă cu un deficit semnificativ de locuințe sociale, având aproximativ 6% în 2015, și nu respectă prevederile Legii privind solidaritatea și reînnoirea urbană (legea SRU), care impune un procent de 25% de locuințe sociale închiriabile. Municipalitatea a inițiat construcția a 107 locuințe sociale între 2014 și 2016, ceea ce a permis comunei să iasă din starea de carență, și prevede realizarea a 140 de locuințe noi pentru anul 2017.
O importantă zonă de activități comerciale s-a dezvoltat în spațiul situat între drumul departamental RD 113 și autostradă. Acolo se afla, printre altele, un centru comercial „Art de vivre”, închis însă din 2020.

### Hidrografie
Comuna este drenată de diferite pârâuri care curg de la sud spre nord și care se unesc pentru a forma pârâul Orgeval. Cursul acestuia, orientat spre nord-vest, se varsă în Sena, la Les Mureaux.

### Comune limitrofe
Comunele limitrofe sunt Crespières și Feucherolles la sud, Villennes-sur-Seine și Médan la nord, Poissy la est, Les Alluets-le-Roi și Morainvilliers la vest.

### Transporturi
Orgeval este traversată în partea sa nordică de două axe majore de comunicație: drumul departamental 113 (numit și „drumul de Quarante Sous”), fostul drum național 13, și autostrada Normandiei (A13). În nord-estul comunei se află nodul rutier care leagă A13 de D113 și oferă, de asemenea, acces la A14, o autostradă cu taxă care duce direct la La Défense.

### Climă
În 2010, clima comunei era de tip oceanic al câmpiilor din Centru și de Nord, conform unui studiu a CNRS care se baza pe o serie de date care acoperă perioada 1971-2000. În 2020, Météo-France a publicat o tipologie a climei din Franța metropolitană în care comuna este expusă la un climat oceanic și se încadrează în regiunea climatică sud-vestică a bazinului parizian, caracterizată prin precipitații scăzute, în special în primăvară (120 până la 150 mm) și o iarnă rece (3,5 °C).
Pentru perioada 1971-2000, temperatura medie anuală este de 10,9 °C, cu o amplitudine termică anuală de 14,3 °C. Cantitatea medie anuală de precipitații este de 687 mm, cu 10 zile de precipitații în ianuarie și 7,8 zile în iulie. Pentru perioada 1991-2020, temperatura medie anuală observată la stația meteorologică cea mai apropiată, situată în comuna Maule la 9 km distanță în linie dreaptă, este de 11,8 °C, iar cantitatea medie anuală de precipitații este de 677,0 mm.
Pentru viitor, parametrii climatici estimati pentru comună, pentru anul 2050, conform diferitelor scenarii de emisii de gaze cu efect de seră, pot fi consultati pe un site dedicat publicat de Météo-France în noiembrie 2022.

## Urbanism

### Tipologie
La 1 ianuarie 2024, Orgeval este clasificată ca centură urbană, conform noii grile comunale de densitate cu șapte niveluri, definită de INSEE (Institutul Național de Statistică și Studii Economice) în 2022. Aceasta aparține unității urbane a Parisului, o aglomerație inter-departamentală care cuprinde 407 comune, dintre care face parte ca o comună din suburbii. În plus, comuna face parte din aria metropolitană a Parisului, fiind una dintre comunele de la periferie, această zonă reunind 1.929 de comune.

## Toponimie
Numele localității este atestat sub forma latinizată Orgivallis în 1180, sub forma franceză Orgeval în secolul al XIII-lea și din nou sub forma latinizată Orgevallis în 1360.
Este vorba despre o formare toponimică medievală în -val, care înseamnă „văioagă, vale”, un apelativ toponimic pe care denumirile locurilor îl păstrează uneori la genul feminin (cf. Laval, la fel ca etimonul său latin vallis, care este, de asemenea, de gen feminin).
Primul element este un antroponim germanic, așa cum se întâmplă adesea în formațiunile toponimice terminate în -val (cf. Roberval, Renneval sau Ménerval etc.). Albert Dauzat a sugerat că acest nume germanic ar fi fost Orgis. Ernest Nègre l-a latinizat în Orgisus, deși acest lucru nu este necesar. Marianne Mulon a propus Otgari, un antroponim germanic mai bine documentat.

## Istorie

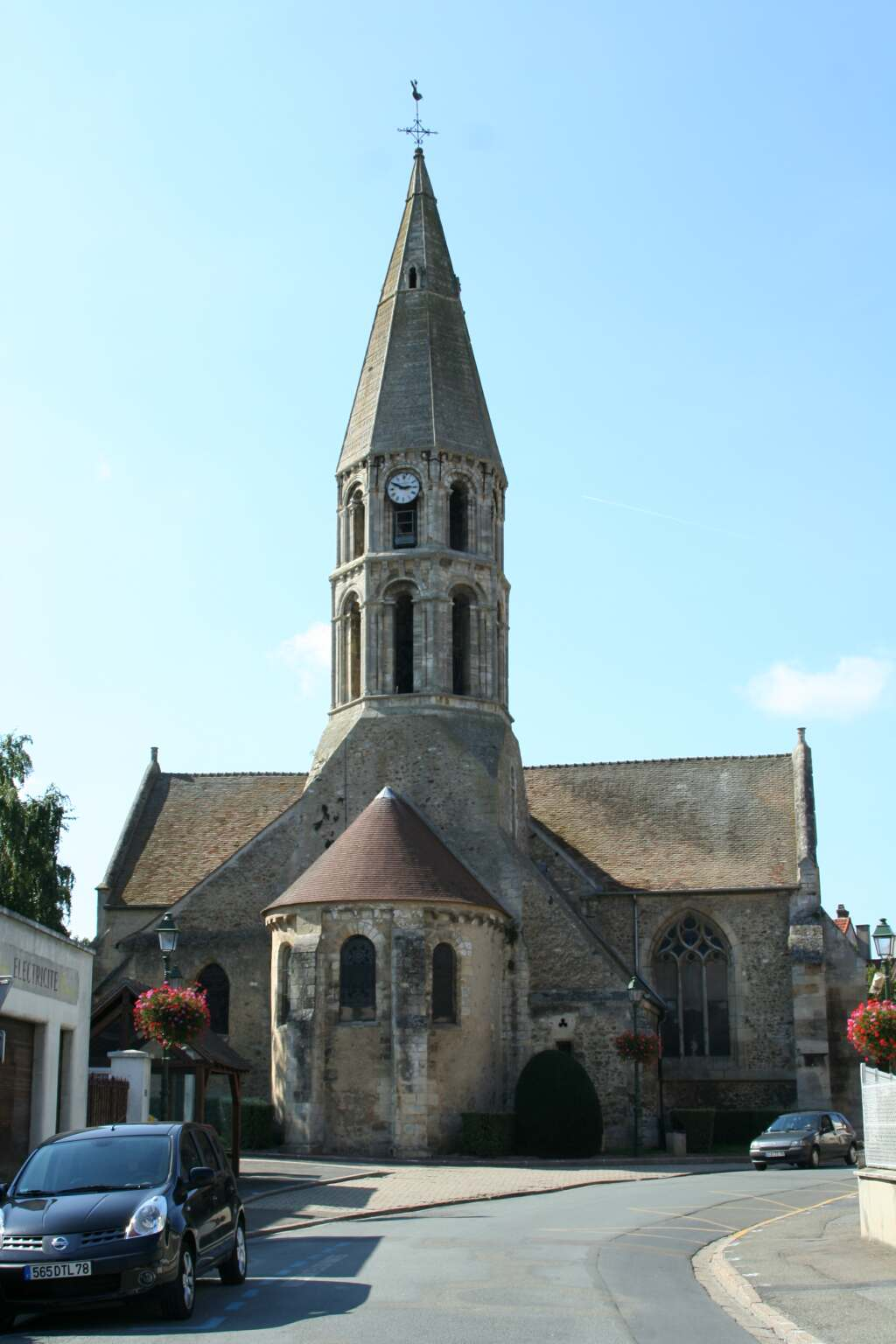
Biserica Saint-Pierre-Saint-Paul.

Situl Orgeval este locuit încă din preistorie, fiind descoperite acolo unelte din silex datate din perioada neolitică.
O sursă de apă a fost probabil exploatată de către gallo-romani pentru virtuțile sale terapeutice. Aceasta a fost redescoperită în jurul anului 1708 de medicul abației. Cu toate acestea, utilizarea sa a fost abandonată în jurul anului 1850.
Dar prima sa mențiune în istorie este legată de fondarea abației Notre-Dame d'Abbecourt în anul 1180 de către Gasce de Poissy, suzeran al Orgevalului. Această abație destinată călugărilor, care aparținea de dioceza de Chartres, era situată în apropierea hotelului Moulin d'Orgeval și a fost distrusă la începutul secolului al XIX-lea.
Orgeval dispune astăzi de biserica Saint-Pierre-Saint-Paul, construită în stil romanic în secolul al XI-lea, cu o turlă și un turn octogonal. Nava datează din secolul al XVI-lea.
Ioana d'Arc a trecut pe aici în drumul său spre eliberarea orașului Poissy, iar la începutul secolului al XVII-lea s-au efectuat căutări de aur în zonă.

## Populația și societatea

### Date demografice
Evoluția numărului de locuitori este cunoscută prin recensămintele populației efectuate în comună începând din 1793. Pentru comunele cu mai puțin de 10 000 de locuitori, un recensământ al întregii populații este realizat la fiecare cinci ani, populațiile legale pentru anii intermediari fiind estimate prin interpolare sau extrapolare.
În 2022, comuna număra 7092 locuitori, în creștere cu +15,62 % față de 2016 (Yvelines: +2,72 %, Franța fără Mayotte: +2,11 %).
| An        | 1793 | 1821 | 1841 | 1856 | 1876 | 1886 | 1901 | 1921 | 1936 | 1962 | 1982 | 2006 | 2014 | 2022 |
| --------- | ---- | ---- | ---- | ---- | ---- | ---- | ---- | ---- | ---- | ---- | ---- | ---- | ---- | ---- |
| Populație | 1385 | 1635 | 1631 | 1283 | 1341 | 1374 | 1348 | 1304 | 1490 | 1948 | 3936 | 5456 | 6016 | 7092 |

## Cultură locală și patrimoniu

### Locuri și monumente
- Église Saint-Pierre-Saint-Paul[32] - Biserică în stil romanic din secolul al XI-lea, cu o turlă și un turn octogonal. Nava datează din secolul al XVI-lea.
- Castelul de la Bruneterie[33] - Demolat în 2017. Din acesta mai există doar parcul castelului[34].
- Castelul de Feugères - Reședință istorică situată în comuna Orgeval.
- Castelul Haut-Orgeval - Altă reședință istorică notabilă din zonă.
- Abația Notre-Dame d'Abbecourt (ruine)

Se pare că un simplu oratoriu a fost transformat în abație în jurul anului 1148 de un anume Gasce, originar din Poissy. Acesta a cerut călugărilor din Ordinul Premonstratens (cunoscuți și sub numele de Prémontré sau Norbertini) să preia conducerea abației. Primii călugări proveneau de la abația din Marcheroux.
- Devastată în 1340
- Demolată de englezi în 1420 și 1437
- Restaurată în secolul al XVIII-lea
- Închisă în timpul Revoluției din 1789, ulterior utilizată ca carieră de piatră
- Astăzi, doar toponimul „Allée d’Abbecourt” mai păstrează amintirea sa.

- Capela Saint-Jean - Lăcaș religios din comuna Orgeval, care completează patrimoniul istoric al zonei.

### Personalități
- Paul Strand (1890-1976), fotograf și cineast american, a locuit la Orgeval împreună cu cea de-a treia soție a sa, Hazel Kingsbury Strand, din 1949 până la moartea sa în 1976. Strand a decedat aici.
- Claude Rich (1929-2017), actor francez, este înmormântat în cimitirul comunal din Orgeval[35].